# Ace of Aces
Ace of Aces is een computerspel dat werd ontwikkeld door Artech Digital Entertainment en uitgegeven door Accolade en U.S. Gold. Het spel kwam als eerste uit voor de Commodore 64 en nog datzelfde jaar volgden verschillende releases voor andere homecomputers. Het spel is een vliegsimulatie dat zich afspeelt tijdens de Tweede Wereldoorlog. De speler bestuurt een De Havilland Mosquito van de Royal Air Force. Het spel bestaat uit verschillende missies. De speler neemt deel aan luchtgevechten met vijandelijke piloten en V1 raketten die op weg zijn naar Londen. Ook moeten met bommen onderzeeërs tot zinken gebracht worden. Met behulp van de kaart kan de piloot de beste weg bepalen. Op de kaart zijn zowel vijandelijke als eigen eenheden te zien. Het perspectief wordt getoond in de eerste persoon.

## Platforms
| Jaar | Platform                       |
| ---- | ------------------------------ |
| 1986 | Amstrad CPC, Commodore 64, MSX |
| 1987 | Atari 8-bit, DOS, ZX Spectrum  |
| 1988 | Atari 7800                     |
| 1991 | SEGA Master System             |

## Ontvangst
Het spel werd over het algemeen goed beoordeeld. Vooral het grafische werk, realistische motorgeluiden en veranderende weersomstandigheden werden gewaardeerd. Er was kritiek op de gameplay die na korte tijd als saai werd bestempeld. Het speel kreeg de American Software Publishers Association's Gold Award omdat er 100.000 exemplaren van verkocht zijn.
| Beoordeeld door                | Jaar | Platform           | Score |
| ------------------------------ | ---- | ------------------ | ----- |
| Zzap!64                        | 1987 | Commodore 64       | 88%   |
| Computer Gamer                 | 1987 | Commodore 64       | 85%   |
| Computer and Video Games (CVG) | 1986 | Commodore 64       | 80%   |
| Happy Computer                 | 1987 | Commodore 64       | 77%   |
| Tilt                           | 1987 | Amstrad CPC        | 70%   |
| Defunct Games                  | 2005 | SEGA Master System | 50%   |
| Computer Gamer                 | 1987 | ZX Spectrum        | 50%   |
| The Video Game Critic          | 1999 | Atari 7800         | 33%   |
| Mean Machines                  | 1991 | SEGA Master System | 29%   |
| Computer Gaming World (CGW)    | 1991 | Commodore 64       | 25%   |
| Computer Gaming World (CGW)    | 1991 | Atari 8-bit        | 25%   |